# Stardust Memories
Stardust Memories je ameriški komično-dramski film iz leta 1980, ki ga je režiral in zanj napisal scenarij Woody Allen. V glavnih vlogah poleg njega nastopajo še Charlotte Rampling, Jessica Harper, Marie-Christine Barrault in  Sharon Stone, za katero je to debitantska filmska vloga. Zgodba govori o filmarju, ki se spominja svojega življenja in svojih ljubezni, navdih za njegove filme, ob poskusu retrospektive svojega dela. Posnet je v črno-beli tehniki in je parodija Fellinijevega filma 8½ iz leta 1963.
Film je bil nominiran za nagrado Združenja ameriških filmskih in TV scenaristov za najboljšo izvirno komedijo, toda večina kritikov ga po premieri ni ocenila pozitivno, zato je postal eden manj znanih v Allenovi filmografiji. Toda s časom se je mnenje kritikov spremenilo in sodobne kritike so bolj pozitivne, kot negativna. Allen, ki zanika avtobiografskost filma in obžaluje, da si ga občinstvo razlaga kot takega, ga celo uvršča med svoje najboljše filme, ob Škrlatni roži Kaira in Zadnjem udarcu.

## Vloge
- Woody Allen kot Sandy Bates
- Charlotte Rampling kot Dorrie
- Jessica Harper kot Daisy
- Marie-Christine Barrault kot Isobel
- Tony Roberts kot Tony
- Daniel Stern kot igralec
- Amy Wright kot Shelley
- Helen Hanft kot Vivian Orkin
- John Rothman kot Jack Abel
- Anne De Salvo kot Sandyjina sestra
- Leonardo Cimino kot Sandyjin analitik
- Sharon Stone kot čedno dekle na vlaku[5]